# Desarrollo de la raíz
El desarrollo de la raíz es el proceso mediante el cual el meristemo da origen a células hijas que se diferencian en los sistemas de tejido de este órgano.
A diferencia del meristema apical del tallo, el meristema apical de la raíz produce células en dos direcciones; células que contribuyen al crecimiento del eje de la raíz y células que intervienen en el crecimiento de la cofia o caliptra.
El desarrollo de una raíz es de 3 a 7 horas en vegetales y produce células muertas.

## Crecimiento longitudinal

### Región de división celular
Es también conocida como zona meristemática y corresponde a la región de la raíz en donde se producen los llamados tejidos primarios debido a que son los primeros en originarse en la raíz. Los primeros tejidos meristemáticos de la raíz son el protodermo, el meristema base y el procambium.

### Región de elongación
Las células producidas en la zona meristemática presentan un tamaño pequeño y son muy parecidas unas a otras. La región de elongación corresponde a la zona en la que dichas células se elongan verticalmente mediante la absorción de agua hacia la vacuola. Este es el mecanismo principal mediante el cual la raíz crece longitudinalmente. Dicho estiramiento requiere sin embargo, un aumento en la cantidad de citoplasma celular.
En la región de elongación también se inicia el proceso de diferenciación y especialización celular.

### Región de maduración
Corresponde a la zona en la que los tejidos primarios o meristemáticos maduran y se transforman en tejidos especializados.
Durante la especialización o diferenciación, el protodermo da lugar a la epidermis de las raíces jóvenes, el meristema base produce el córtex y el procambium se transforma en tejidos vasculares maduros.

## Crecimiento lateral
El crecimiento lateral se inicia con la rediferenciación de células que se localizan a cierta distancia del meristema apical de la raíz y dentro de la epidermis.
Este tipo de crecimiento no es tan organizado como el crecimiento de apéndices laterales en el tallo (dirigido por meristemas axilares) sino que ocurre como una respuesta a condiciones ambientales tales como diferentes concentraciones de nutrientes, de manera que la densidad de raíces laterales aumenta en áreas con concentraciones mayores de nutrientes.
Dado que las células que dan origen a las raíces laterales se encuentran dentro de la epidermis, es necesario que las nuevas raíces se abran paso por entre los tejidos de la raíz principal. Las primeras divisiones celulares son denominadas divisiones anticlinales que son aquellas durante las que se crean nuevas paredes celulares perpendiculares a la superficie externa. Luego, se producen una serie de divisiones periclinales que producen paredes celulares paralelas a la superficie externa junto con nuevas capas, cada una de las cuales tendrá un determinado destino.
Mediante experimentos de escisión de raíces se demostró que el meristema lateral de la raíz sólo se vuelve autónomo luego de haberse establecido de tres a cinco capas celulares.
Debido a que las raíces laterales son producidas por el periciclo, se han propuesto dos factores como responsables del control del crecimiento de raíces en unas regiones de este tejido y no en otras. Uno de los factores es la competencia innata definida por una posición cercana al polo del protoxilema y otro factor es un mecanismo de espaciamiento influido por hormonas como la auxina.

## Destinos celulares
Inmerso en el meristema, se encuentra un grupo de células con una muy baja tasa de división que se denomina centro quiescente. Arabidopsis, presenta cuatro células centrales que constituyen el centro quiescente y cuatro grupos de células iniciales. Un tipo de células iniciales producen la epidermis, un segundo tipo produce el córtex y la endodermis, un tercer tipo da lugar al periciclo y un cuarto tipo da origen a la caliptra.
Mediante experimentos de ablación por láser, eliminando células individuales, se ha demostrado que el destino final de las células producidas por el meristema apical de la raíz depende de la posición de dichas células y no de su linaje o procedencia. Esto indica que sería posible reemplazar células de un tejido por células de otro pues su función es plástica y puede cambiar con la posición.
El descubrimiento de mutantes de Arabidopsis ayuda a entender los diferentes destinos celulares y patrones establecidos durante el desarrollo de la raíz y su relación con grupos de genes.
Los mutantes scarecrow (scr) y short root (shr) carecen de una capa de células entre la epidermis y el periciclo. El gen scr da lugar a una célula endodérmica pequeña y a una célula de la corteza más grande luego de una división; por su parte, el gen shr se encarga de la especificación de las células endodérmicas. Las células mutantes para shr no desarrollan características endodérmicas. Los mutantes de scr sin embargo, sí presentan diferenciación en endodermo y corteza.
El establecimiento de un patrón axial puede llegar a ser dependiente de morfógenos tales como auxina.

## Hormonas relacionadas con el desarrollo

### Auxina
Varios experimentos sugieren la importancia de la auxina como hormona que regula la diferenciación de tejidos vasculares, formación de ramas laterales y sobre todo, formación del polo embriónico de la raíz y mantenimiento de una organización celular alrededor de la radícula o raíz embrionaria.
Los estudios que han sugerido que la auxina desempeña un rol importante en el desarrollo de la raíz se basan en el estudio del mutante gn (gnom) que carece de un polo de la raíz y (según se demostró), no posee PIN1 que es una proteína transportadora de auxina. Por tanto, la inhabilidad de los mutantes gn se debe a que no se forma un polo basal por la ausencia de una distribución asimétrica de la proteína PIN1.

## Desarrollo de la raíz dependiente del ambiente
La organización del meristemo apical de la raíz (RAM por sus siglas en inglés) no es permanente a lo largo de la vida de la planta sino que va cambiando de acuerdo a la tasa de crecimiento y la etapa del desarrollo en que se encuentra . En Arabidopsis thaliana por ejemplo, las raíces jóvenes tienen un RAM de tipo cerrado y conforme crece y envejece, la organización del RAM cambia al tipo intermedio-abierto.
Por su crecimiento indeterminado, la raíz es un ejemplo notable de plasticidad del desarrollo. La actividad del RAM y la formación de raíces laterales dependen del control coordinado del programa genético, la composición del sustrato y estímulos bióticos. Gracias a esta plasticidad es que observamos diferencias morfológicas en plantas genéticamente idénticas crecidas en diferentes condiciones nutricionales. La adaptación de la arquitectura radicular (disposición de las raíces) al sustrato es determinante para la adquisición eficiente de nutrientes y refleja esa plasticidad del desarrollo que la raíz tiene. La excreción de compuestos orgánicos y enzimas, o el incremento en la superficie de absorción a través de la formación de raíces laterales y/o diferenciación de pelos radicales permiten a las raíces contender diferentes tipos de estrés abiótico. Los principales tipos de estrés abiótico que afectan la arquitectura de la raíz es el estrés hídrico, ya sea por sequía o por retención de agua en el suelo, y la deficiencia en nutrientes esenciales como fósforo, azufre y nitrógeno. En Arabidopsis thaliana, cuando el medio no tiene mucho fósforo, se detiene el crecimiento de la raíz primaria y emergen las raíces laterales. Los iRNA y miRNA son un mecanismo molecular que media el efecto que el ambiente tiene en el desarrollo de las raíces. Modulando la expresión génica, los miRNA’s y los iRNA’s modifican la formación de raíces laterales, regulan la respuesta ante estrés o median el desarrollo de nódulos radiculares (estructura producida en la raíz por la simbiosis de una bacteria y la planta).
En varias angiospermas hay crecimiento determinado en la raíz porque su RAM se agota y provoca que las células de la punta diferencien. Se dice que el meristemo está determinado cuando es programado para dejar de producir nuevas células en una etapa específica del desarrollo. En adición, también se ha distinguido entre crecimiento determinado constitutivo y no constitutivo. El no constitutivo se refiere a los casos en que el crecimiento es inducido por un factor ambiental y el constitutivo en donde la determinación es una parte natural del desarrollo de la raíz. El crecimiento determinado podría haber evolucionado como una adaptación al déficit de agua en el desierto o a los bajos niveles de minerales. En general, los meristemos determinados producen partes de la planta que tiene un tamaño y forma predecible (e.g. la flor u hoja), mientras que los meristemos indeterminados producen partes de la planta que crecen por periodos variables y varían en tamaño y forma. En algunas especies de cactáceas, el RAM está activo solo por un periodo limitado de tiempo, las células de la punta de la raíz se alargan y diferencian. En esas cactáceas, se considera que el agotamiento del RAM promueve la formación de raíces laterales formando un sistema radicular altamente ramificado que permite la absorción eficiente de agua y nutrientes, y facilita la rápida acumulación de biomasa del tallo.
Entre los factores bióticos que afectan el desarrollo de las raíces se encuentra la formación de micorrizas. Poco después de la colonización por las hifas del hongo, las raíces detienen su crecimiento. En tomate, hongos patogénicos y no patogénicos causan crecimiento de la raíz determinado, por ejemplo Glomus mossae coloniza solo la zona de elongación, induce la diferenciación de las células meristemáticas y previene la necrosis de la punta de la raíz. Por otro lado, Phytophtora nicotianae var. parasitica induce el arresto del ciclo celular, la diferenciación celular y finalmente la muerte de la raíz. Los nemátodos también pueden interferir con el desarrollo de las raíces ya que son capaces de arrestar el crecimiento de la raíz, causar necrosis por lesiones o inducir la formación de callos por hipertrofia e hiperplasia.
Las interacciones entre raíces también afecta su desarrollo ya que por medio de esta interacción pueden detectar la presencia de plantas vecinas. Dependiendo de las especies, pueden promover el crecimiento hacia sus vecinas o alejarse de ellas. Algunos mecanismos de estas interacciones involucran la reducción en el crecimiento de la raíz o el incremento en la biomasa de la raíz. El reconocimiento puede involucrar la secreción de exudados, la presencia de redes micorrizales comunes (redes de micelios que comunican las raíces de diferentes plantas) o el contacto directo entre raíces. El mecanismo que se emplee depende en gran medida de las condiciones del sustrato.
El estado redox (niveles de especies reactivas de oxígeno/nitrógeno) y la temperatura son señales abióticas que también regulan la organización del RAM. Los cambios redox son rápidos y podrían ser buenas señales que induzcan otras respuestas. La exposición de raíces de maíz a 5 grados de temperatura, reducen drásticamente las tasas mitóticas y de elongación, y cuando se regresa a las raíces a temperaturas favorables, se observa reorganización en los meristemos (e.g. activación de la proliferación en el RAM). El estrés por baja temperatura induce la producción de peróxido de hidrógeno en raíces de pepino y maíz. Otro punto de regulación ambiental en el desarrollo de la raíz son las células del borde ya que las condiciones del medio de crecimiento, la colonización por bacterias, el CO2 y el pH afectan su producción.